# Altocalcifilia
La altocalcifilia es un tipo de fetichismo en el que se obtiene placer al observar o llevar puesto zapatos de tacón alto. La altocalcifilia hace parte de los fetichismos asociados a prendas de vestir, en particular al fetichismo de calzado conocido también como retifismo.

## Parafilia
Este tipo de parafilia se presenta comúnmente en hombres que disfrutan observando a mujeres que lucen este tipo de calzado. La altocalcifilia es muy común entre los hombres oficinistas o aquellos que se sienten atraídos por mujeres altas o aquellas que utilizan este calzado para aumentar su altura.
No está clasificado dentro del manual de psiquiatría DSM-5.